# Ali Raffi
 (août 2015).
Si vous disposez d'ouvrages ou d'articles de référence ou si vous connaissez des sites web de qualité traitant du thème abordé ici, merci de compléter l'article en donnant les références utiles à sa vérifiabilité et en les liant à la section « Notes et références ».
Ali Raffi (علی رفیعی en persan), né le 11 janvier 1939 à Ispahan, est un acteur, réalisateur et metteur en scène de théâtre iranien.

## Biographie
Après avoir étudié la sociologie et le théâtre à la Sorbonne entre 1964 et 1974, il commence sa carrière de comédien et de metteur en scène, parallèlement en Iran et en France. La révolution iranienne de 1979 l'empêche cependant de poursuivre ses activités dans les années 1980.
Il remonte sur les planches de Téhéran (Shahr et Vahdat), à partir du début des années 1990, pour interpréter autant des classiques (Shakespeare, Garcia Lorca, Genet) que ses propres pièces.
En matière de cinéma, il joue dans deux films d'Agnès Varda, tournés en même temps : le court-métrage Plaisir d'amour en Iran (1976) et le long-métrage L'une chante l'autre pas (1977).
Il réalise son premier long-métrage en 2005, Les poissons aussi tombent amoureux, qui a obtenu le Prix du meilleur film au festival international du film d'Aubagne en 2006. Son film suivant, Agha Yousef (2011), n'est pas distribué en Europe.